# Sorcières (revista)
Sorcières, con el subtítulo « Les femmes vivent », es una revista literaria y feminista bimestral, creada por Xavière Gauthier en 1975, y que dejó de editarse en 1982.